# Суханов Сергій Володимирович
Сергій Володимирович Суханов (нар. 6 квітня 1995) — український футболіст, захисник українського клубу «Оболонь».

## Життєпис
Вихованець футбольних шкіл київського «Динамо» та «Княжої» (Щасливе). Спочатку грав у міні-футбольному клубі «ОНПР-Укрнафта» (Охтирка). З 2014 по 2016 рік виступав у чемпіонаті Сумської області за охтирський «Нафтовик-2». Наприкінці лютого 2017 року був переведений до першої команди «Нафтовика» й потрапив до заявки команди на другу частину сезону 2016/17 років. Дебютував у футболці охтирчан 9 квітня 2017 року в нічийному (1:1) виїзному поєдинку 24-го туру першої ліги чемпіонату України проти ФК «Полтава». Сергій вийшов на поле в стартовому складі, а на 54-й хвилині його замінив Євген Пасіч. У середині грудня 2017 року продовжив контракт з «Нафтовиком-Укрнафтою».